# Kvong Sogn
Kvong Sogn er et sogn i Varde Provsti (Ribe Stift).
I 1800-tallet var Lyne Sogn, der hørte til Nørre Horne Herred i Ringkøbing Amt, anneks til Kvong Sogn, som hørte til Vester Horne Herred i Ribe Amt. Trods annekteringen var Kvong en selvstændig sognekommune. Den blev ved kommunalreformen i 1970 indlemmet i Blaabjerg Kommune, som ved strukturreformen i 2007 indgik i Varde Kommune.
I Kvong Sogn ligger Kvong Kirke.
I sognet findes følgende autoriserede stednavne:
- Hallum (bebyggelse, ejerlav)
- Kovadsbæk (vandareal)
- Kvong (bebyggelse, ejerlav)
- Kvong Langhede (bebyggelse)
- Kvorup (bebyggelse, ejerlav)
- Sønderhede (areal)
- Åsted (bebyggelse, ejerlav)